# الجدل حول الطقوس الدينية في الصين
الجدل حول الطقوس الدينية في الصين هو عبارة عن نزاع بين المبشرين الرومان الكاثوليك حول الطقوس الدينية الممارسة في الصين خلال القرنين السابع عشر والثامن عشر. دار النقاش حول ممارسة طقوس تكريم أسلاف الأسرة، والعديد من الطقوس الكونفوشيوسية والإمبراطورية الصينية الرسمية، وما إذا كانت تعتبر طقوسًا دينية لا تتوافق مع المعتقد الكاثوليكي. جادل اليسوعيون بأن هذه الطقوس الصينية كانت غير دينية ومتوافقة مع المسيحية ضمن حدود معينة، وبالتالي ينبغي التسامح معها. لكن الدومينيكان والفرنسيسكان اختلفوا وأبلغوا روما بالقضية.
وقف مجمع روما المقدس لنشر الإيمان إلى جانب الدومينيكان في عام 1645، وأدان الطقوس الصينية. انحاز المجمع نفسه إلى رأي اليسوعيين في عام 1656 رافعًا الحظر عن ممارسة تلك الطقوس، ما مثّل واحدة من النزاعات العديدة بين اليسوعيين والدومينيكان في الصين وأماكن أخرى في آسيا، بما في ذلك اليابان والهند.
تورّطت المزيد من الأطراف في النزاع، بما في ذلك الجامعات الأوروبية الرائدة، والإمبراطور كانغ شي من أسرة تشينغ، والعديد من الباباوات (بما في ذلك كليمنت الحادي عشر وكليمنت الرابع عشر)، وتدخل مكتب الكرسي الرسولي أيضًا. عدل العديد من الدومينيكان والفرنسيسكان عن مواقفهم قرب نهاية القرن السابع عشر، واتفقّوا مع رأي اليسوعيين، لكن روما اختلفت معهم هذه المرة. حظر كليمان الحادي عشر الطقوس في عام 1704. أعاد بندكتس الرابع عشر في عام 1742 التأكيد على الحظر وأنهى الجدال.
في عام 1939 أي بعد قرنين من الزمان، أعاد الكرسي الرسولي النظر في القضية. أصدر بيوس الثاني عشر مرسومًا في 8 ديسمبر 1939 يأذن للكاثوليك الصينيين بممارسة طقوس الأجداد والمشاركة في احتفالات تكريم كونفوشيوس، وفقًا للمبدأ العام المتمثل في قبول التقاليد المحلية في بعض الأحيان حتى في الطقوس الدينية المقدّسة، بشرط أن تتوافق هذه التقاليد مع التقاليد الحقيقية، وروح الطقوس الأصيلة التي أعلنها المجمع الفاتيكاني الثاني (1962-1965).

## خلفية تاريخية

### التكيف المبكر مع العادات المحلية
واجه المبشرّون الأوروبيون في آسيا مجتمعات مثقّفة موحّدة، لم يكن قد مسّها بعد النفوذ الأوروبي أو المساعي الوطنية، على عكس الأراضي الأمريكية التي احتلتها إسبانيا والبرتغال بالقوة العسكرية.
كان أليساندرو فاليغنانو المبشر اليسوعي في آسيا من أوائل اليسوعيين الذين جادلوا في حالة اليابان، ودعى لتكييف العادات المسيحية مع مجتمعات آسيا من خلال ريسوليسيون وسيريمونسز.

### سياسة ماتيو ريتشي في التكيّف
في الصين أعاد ماتيو ريتشي استخدام السيريمونيال، وعدّله بما يتوافق مع السياق الصيني. بدأ اليسوعيون خلال مرحلة ما بارتداء رداء الرهبان البوذيين، قبل أن يتبنوا ثوب الأدباء الصينين الحريري الأكثر شهرة. تُبعَت آراء ماتيو ريتشي حول الكونفوشيوسية والطقوس الصينية، والتي غالبًا ما تسمى «توجيهات ماتيو ريتشي» بحملات المبشرين اليسوعيين في الصين واليابان.
قبل البابا أكسندر السابع بممارسة الطقوس الدينية المتماشية مع التقاليد الصينية، في مرسوم وُقِّع في 23 مارس 1656، مؤكدًّا ومعزّزًا المرسوم الذي صدر في عام 1615، وتضمّن القبول باستخدام اللغة الصينية في الطقوس الدينية، ما يعتبر حالة استثنائية واضحة عن النظام الكاثوليكي اللاتيني المعاصر الذي كان يحظر عمومًا استخدام اللغات المحلية.

في تعليمات 1659 الصادرة عن المجمع المقدس لنشر الإيمان خلال حملات التبشير إلى آسيا، وُضعَت أحكام واضحة للتكيف مع العادات المحلية، واحترام عادات البلدان التي ستتم فيها عمليات التبشير، اُعتبَر ذلك ذا أهمية قصوى:
«لا تتصرف باندفاع شديد، ولا تقدّم أي حجج لإقناع هذه الشعوب بتغيير طقوسهم أو عاداتهم، إلا إذا كانت تتعارض بشكل واضح مع الدين (أي المسيحية الكاثوليكية) والأخلاق. هل من فكرة أكثر سخافة من إحضار عادات فرنسا، وإسبانيا، وإيطاليا، أو أي دولة أوروبية أخرى إلى الصين؟ لا تقسر عليهم عادات بلادنا، وبدلًا من ذلك قدّم لهم الإيمان، وهو عقيدة لا ترفض أو تؤذي طقوس أو عادات أي شعب، بل تحافظ عليها وتحميها».
ما سبق كان مقتطفًا من التعليمات التي أُعطيت للمونسنيور فرانسوا بالو، والمونسنيور لامبرت دي لا موت من جمعية الحملات التبشيرية الخارجية في باريس عام 1659، من قبل المجمع المقدس لنشر الإيمان.

### الاستقبال في الصين
نجح اليسوعيون في الانتشار في الصين والخدمة في البلاط الإمبراطوري. لقد أثاروا إعجاب الصينيين بمعرفتهم بعلم الفلك والميكانيكا، وأداروا المرصد الإمبراطوري. كان الإمبراطور كانغ شي في البداية صديقًا للمبشرين اليسوعيين العاملين في الصين. سمحت له أساليبهم الدقيقة أن ينبّأ بالكسوف، الأمر الذي يعتبر إحدى واجباته. وأعرب عن امتنانه للخدمات التي قدموها في مجالات علم الفلك، والدبلوماسية، وصناعة المدفعية. شارك المترجمان اليسوعيان جان فرانسوا جيربيون وتوماس بيريرا في مفاوضات معاهدة نيرشينسك في عام 1689، إذ ساعدا في الترجمة، قدم اليسوعيون مساهمة مهمة في جيش الإمبراطورية، من خلال نشر تكنولوجيا المدفعية الأوروبية. احتفظ إمبراطور كانغ شي بالعديد من العلماء والفنانين اليسوعيين في بلاطه، وبحلول نهاية القرن السابع عشر، كان اليسوعيون قد حقّقوا العديد من التغييرات والتحوّلات. وقد تأثروا بدورهم بمعرفة وذكاء نخبة علماء الهان الكونفوشيوسيين الصينيين، وتكيفوا مع أسلوب حياتهم الفكري الصيني القديم.

في عام 1692، أصدر كانغشي مرسومًا بالتسامح مع المسيحية الصينية: 
«الأوروبيون هادئون جدا. لا يثيرون أي اضطرابات في المناطق، ولا يضرون أحدًا، ولا يرتكبون جرائم، وليس لديهم أي علاقة بعقيدة الطوائف الباطلة في الإمبراطورية، ولا ميل لإثارة الفتنة ... لذلك قررنا وجوب الحفاظ على جميع المعابد المخصصة لرب السماء، في أي مكان توجد فيه، والسماح لكل من يرغب في عبادة هذا الإله بالدخول إلى هذه المعابد، وتقديم البخور له، وأداء الاحتفالات التي كان يمارسها المسيحيون وفقًا للعادات القديمة. ولا ينبغي لأحد أن يعارضهم من الآن فصاعدًا».
رفع هذا المرسوم المسيحية إلى مرتبة متساوية مع البوذية والطاوية في الصين.